# Bakerinsel
Die Bakerinsel (englisch Baker Island, [ˈbeɪkər]) ist eine kleine unbewohnte Insel im Pazifik, welche geographisch den Phoenixinseln vorgelagert ist und politisch zu den Außengebieten der Vereinigten Staaten gehört. Es handelt sich dabei um ein sogenanntes „nicht inkorporiertes Territorium“, das zu statistischen Zwecken den United States Minor Outlying Islands zugeordnet wird. Die Insel bildet zusammen mit der Howlandinsel die einzige Landfläche in der Zeitzone UTC−12 (International Date Line West, IDLW).

## Geographie
Die Insel mit einer Fläche von 2,1 km² bei einem Umfang von 4,9 km liegt 3091 Kilometer südwestlich von Honolulu, etwa auf halbem Wege zwischen Hawaii und Australien und nur 21,7 Kilometer nördlich des Äquators. Die Entfernung zur nördlich benachbarten Howlandinsel beträgt 68,3 Kilometer. Die Bakerinsel ist ein von einem Korallenriff umgebenes gehobenes Atoll und weist keine natürlichen Süßwasserquellen auf.

## Geschichte
Die Bakerinsel wurde im Jahre 1818 von Kapitän Elisha Folger vom Walfangschiff Equator aus Nantucket entdeckt und New Nantucket getauft. Im August 1825 wurde das Eiland vom amerikanischen Walfangkapitän Obed Starbuck auf der Loper wiedergesichtet. Heute ist sie nach Michael Baker, der sie im Jahr 1832 zum ersten Mal besuchte, benannt. Am 12. Februar 1857, sieben Tage nach der Howlandinsel, wurde die Bakerinsel unter Berufung auf den Guano Islands Act für die Vereinigten Staaten in Besitz genommen. Von 1859 bis 1878 wurde ertragreich Guano abgebaut, anschließend nahm das wirtschaftliche Interesse an der Insel wieder ab. Die Menge des in dieser Zeit abgebauten Guanos wird auf 200.000 bis 240.000 Tonnen geschätzt.
Am 3. April 1935 brachte das Schiff Itasca vier Siedler aus Hawaii zur Insel, um sie unter dem Baker, Howland and Jarvis Colonization Scheme zu kolonisieren. Der Kolonialisierungsversuch scheiterte jedoch in den Wirren des Zweiten Weltkrieges; nach japanischen Luftangriffen auf die einzige Siedlung Meyerton (so benannt nach Captain H. A. Meyer der United States Army, der die Errichtung der Siedlung 1935 unterstützte) wurde die Insel 1942 evakuiert. Von Juli 1943 an wurde die Insel mit der Konstruktion einer Landebahn durch Ingenieure der United States Army Air Forces zu einem Luftwaffenstützpunkt für den Kampf gegen Japan ausgebaut. Nach intensiver Nutzung durch B-24-Bomber im November und Dezember 1943 wurden die Operationen eingestellt und die Insel im März 1944 verlassen. Die Küstenwache der Vereinigten Staaten errichtete auf der Bakerinsel ab Juni 1944 eine LORAN-Sendestation zur Funknavigation, die bis Mai 1946 betrieben wurde. Seitdem ist die Insel unbewohnt, die Landebahn aus jener Zeit kann heute nicht mehr genutzt werden.

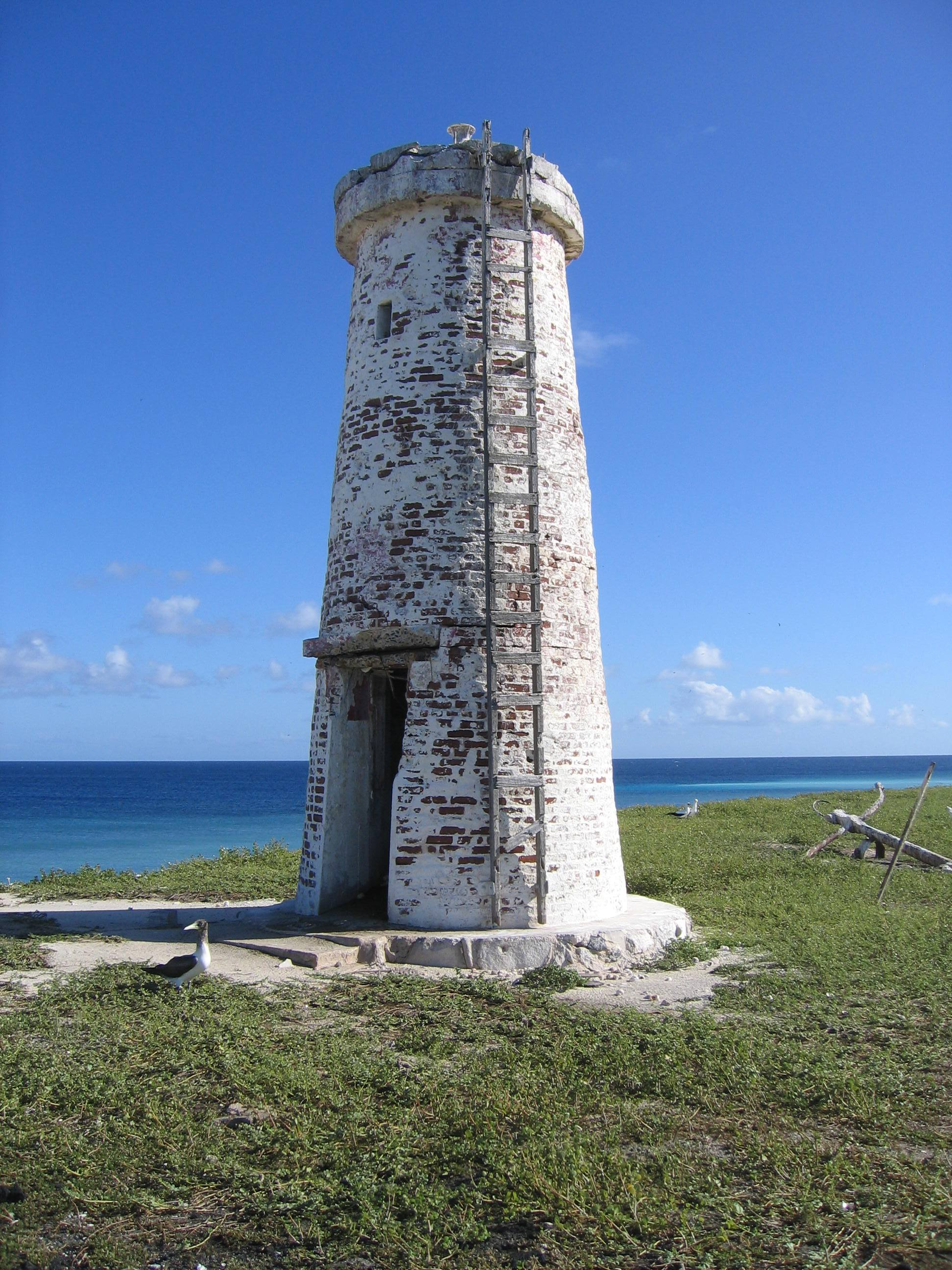
Der Signalturm
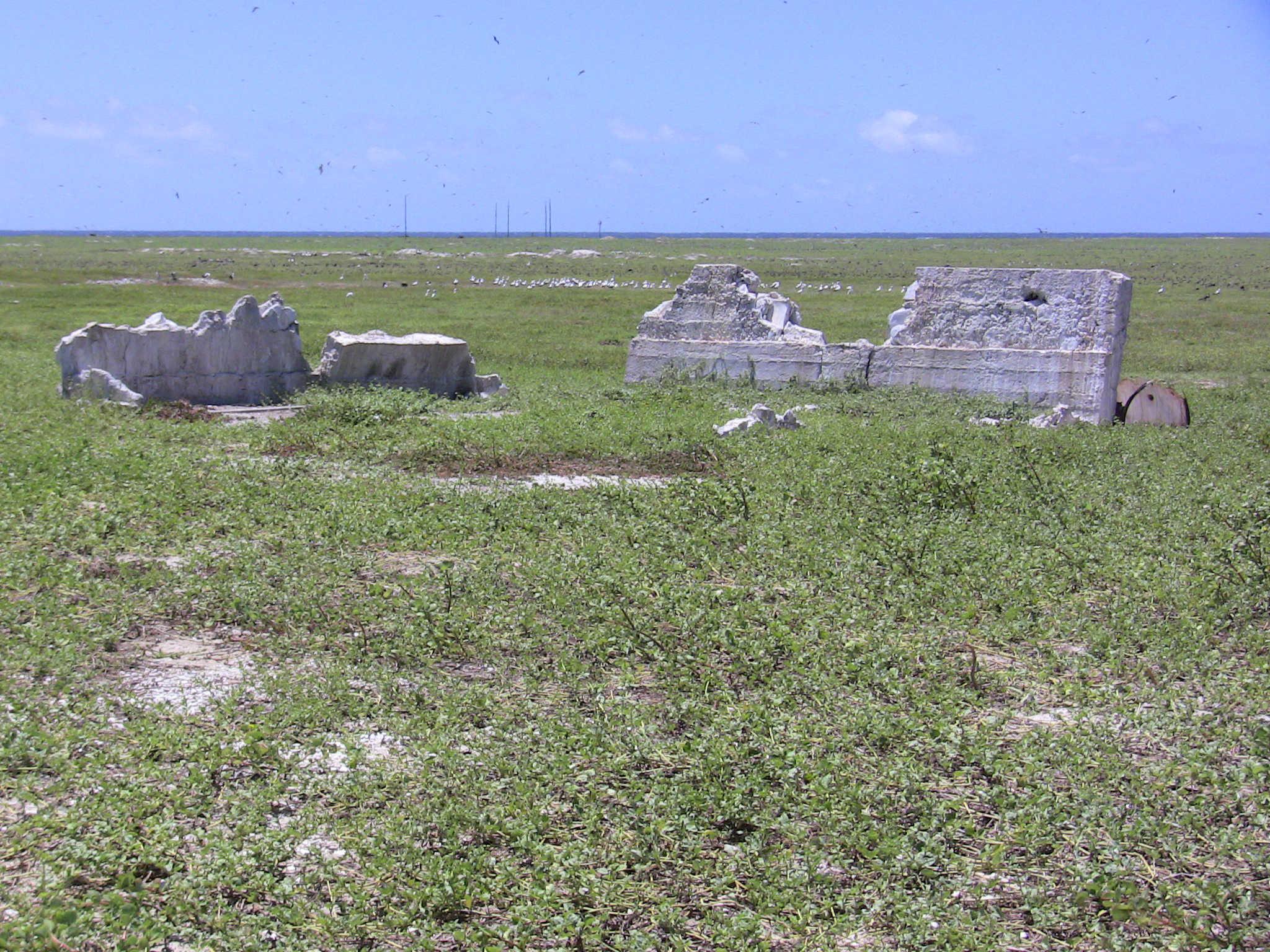
Reste der Siedlung Meyerton

1974 wurde die gesamte Insel unter Naturschutz gestellt; seitdem wird sie vom U.S. Fish and Wildlife Service, einer Behörde des US-Innenministeriums, als Baker Island National Wildlife Refuge verwaltet. Das Betreten der Insel erfordert eine Sondergenehmigung, die grundsätzlich nur zu wissenschaftlichen und Lehrzwecken erteilt wird. Gemeinsam mit sechs weiteren amerikanischen Inseln im Pazifik bildet das Naturschutzgebiet der Bakerinsel seit dem 6. Januar 2009 das Pacific Remote Islands Marine National Monument.

## Flora und Fauna
Die baumlose Insel ist nur spärlich bewachsen. Die Flora ist durch Artenarmut gekennzeichnet, da nur hitze- und dürrebeständige Arten auf der Bakerinsel überleben können. Neben verschiedenen Seevögeln, die auf der Insel nisten, finden auch die Grüne Meeresschildkröte sowie die Echte Karettschildkröte Nahrung vor den Küsten der Insel. In den umliegenden Gewässern und Riffen wurden 247 Fischarten und 104 Arten von Korallen gezählt.